# 日本の鉄道駅一覧 か
| あ | い | う-え   | お        | か    | き | く-け |
| こ | さ | し-しも | しや-しん | す-そ | た | ち-て |
| と | な | に      | ぬ-の     | は    | ひ | ふ-ほ |
| ま | み | む-も   | や-わ行   |       |    |       |

日本の鉄道駅一覧 かは、日本の鉄道駅のうち、かで始まるものの一覧である。

## か

### かあ-かお
- ガーラ湯沢駅（ガーラゆざわえき・臨時）
- 甲斐岩間駅（かいいわまえき）
- 甲斐上野駅（かいうえのえき）
- 外苑前駅（がいえんまええき）
- 海王丸駅（かいおうまるえき）
- 甲斐大泉駅（かいおおいずみえき）
- 甲斐大島駅（かいおおしまえき）
- 海岸寺駅（かいがんじえき）
- 海岸通停留場（かいがんどおりていりゅうじょう）
- 甲斐小泉駅（かいこいずみえき）
- 蚕ノ社駅（かいこのやしろえき）
- 海崎駅（かいざきえき）
- 海路駅（かいじえき）
- 海神駅（かいじんえき）
- 甲斐住吉駅（かいすみよしえき）
- 海瀬駅（かいぜえき・東日本旅客鉄道小海線）
- 皆瀬駅（かいぜえき・松浦鉄道西九州線）
- 開成駅（かいせいえき）
- 貝田駅（かいだえき）
- 海田市駅（かいたいちえき）
- 貝津駅（かいづえき）
- 貝塚駅 (大阪府)（かいづかえき・南海本線・水間鉄道水間線）
- 貝塚駅 (福岡県)（かいづかえき・福岡市地下鉄箱崎線・西鉄貝塚線）
- 貝塚市役所前駅（かいづかしやくしょまええき）
- 甲斐常葉駅（かいときわえき）
- 荷稲駅（かいなえき）
- 海南駅（かいなんえき）
- 柏原駅 (兵庫県)（かいばらえき・西日本旅客鉄道福知山線）
- 海浜幕張駅（かいひんまくはりえき）
- 海部駅（かいふえき）
- 開発駅（かいほつえき）
- 開明駅（かいめいえき）
- 開聞駅（かいもんえき）
- 甲斐大和駅（かいやまとえき）
- 偕楽園駅（かいらくえんえき・臨時）
- 替佐駅（かえさえき）

### かか-かこ
- 加賀温泉駅（かがおんせんえき）
- 加賀笠間駅（かがかさまえき）
- 蚊爪駅（かがつめえき）
- 香登駅（かがとえき）
- 香我美駅（かがみえき）
- 鏡石駅（かがみいしえき）
- 各務ケ原駅（かがみがはらえき）
- 各務原市役所前駅（かかみがはらしやくしょまええき）
- 鏡川橋停留場（かがみがわばしていりゅうじょう）
- 掛澗駅（かかりまえき）
- 香川駅（かがわえき・東日本旅客鉄道相模線）
- 嘉川駅（かがわえき・西日本旅客鉄道山陽本線）
- 柿生駅（かきおえき）
- 柿ケ島駅（かきがしまえき）
- 柿崎駅（かきざきえき）
- 柿下温泉口駅（かきしたおんせんぐちえき）
- 柿平駅（かきだいらえき）
- 加木屋中ノ池駅（かぎやなかのいけえき）
- 賀来駅（かくえき）
- 学駅（がくえき）
- 学園通り駅（がくえんどおりえき）
- 学園都市駅（がくえんとしえき）
- 学園前駅 (北海道)（がくえんまええき・札幌市営地下鉄東豊線）
- 学園前駅 (千葉県)（がくえんまええき・京成千原線）
- 学園前駅 (奈良県)（がくえんまええき・近鉄奈良線）
- 覚王山駅（かくおうざんえき）
- 学芸大学駅（がくげいだいがくえき）
- 学習院下停留場（がくしゅういんしたていりゅうじょう）
- 角田駅（かくだえき）
- 学田駅（がくでんえき・北海道旅客鉄道富良野線）
- 楽田駅（がくでんえき・名鉄小牧線）
- 岳南江尾駅（がくなんえのおえき）
- 岳南原田駅（がくなんはらだえき）
- 岳南富士岡駅（がくなんふじおかえき）
- 角館駅（かくのだてえき）
- 角茂谷駅（かくもだにえき）
- 学門駅（がくもんえき）
- 香久山駅（かぐやまえき）
- 神楽岡駅（かぐらおかえき）
- 神楽坂駅（かぐらざかえき）
- 掛川駅（かけがわえき）
- 掛川市役所前駅（かけがわしやくしょまええき）
- 花月総持寺駅（かげつそうじじえき）
- 影野駅（かげのえき）
- 影森駅（かげもりえき）
- 佳景山駅（かけやまえき）
- 鹿児停留場（かこていりゅうじょう）
- 加古川駅（かこがわえき）
- 鹿児島駅（かごしまえき）
- 鹿児島駅前停留場（かごしまえきまえていりゅうじょう）
- 鹿児島貨物ターミナル駅（かごしまかもつたーみなるえき）
- 鹿児島中央駅（かごしまちゅうおうえき）
- 鹿児島中央駅前停留場（かごしまちゅうおうえきまえていりゅうじょう）
- 籠原駅（かごはらえき）

### かさ-かそ
- 葛西駅（かさいえき）
- 葛西臨海公園駅（かさいりんかいこうえんえき）
- 笠岡駅（かさおかえき）
- 笠上黒生駅（かさがみくろはええき）
- 笠置駅（かさぎえき）
- 挿頭丘駅（かざしがおかえき）
- 笠師保駅（かさしほえき）
- 笠島駅（かさしまえき）
- 笠寺駅（かさでらえき）
- 加佐登駅（かさどえき）
- 笠縫駅（かさぬいえき）
- 笠幡駅（かさはたえき）
- 風早駅（かざはやえき）
- 笠間駅（かさまえき）
- 笠松駅（かさまつえき・名鉄名古屋本線・竹鼻線）
- 傘松駅（かさまつえき・丹後海陸交通天橋立鋼索鉄道）
- 風祭駅（かざまつりえき）
- 加治駅（かじえき）
- 香椎駅（かしいえき）
- 香椎花園前駅（かしいかえんまええき）
- 香椎神宮駅（かしいじんぐうえき）
- 香椎宮前駅（かしいみやまええき）
- 鰍沢口駅（かじかざわぐちえき）
- 梶が谷駅（かじがやえき）
- 梶ヶ谷貨物ターミナル駅（かじがやかもつターミナルえき）
- 加治木駅（かじきえき）
- 梶栗郷台地駅（かじくりごうだいちえき）
- 賢島駅（かしこじまえき）
- 梶田駅（かじたえき）
- かしの森公園前停留場（かしのもりこうえんまえていりゅうじょう）
- 香芝駅（かしばえき）
- 橿原神宮西口駅（かしはらじんぐうにしぐちえき）
- 橿原神宮前駅（かしはらじんぐうまええき）
- 加島駅（かしまえき・西日本旅客鉄道JR東西線）
- 鹿島駅（かしまえき・東日本旅客鉄道常磐線）
- 鹿島旭駅（かしまあさひえき）
- 鹿島大野駅（かしまおおのえき）
- 鹿島サッカースタジアム駅（かしまサッカースタジアムえき・臨時）
- 鹿島神宮駅（かしまじんぐうえき）
- 鹿島田駅（かしまだえき）
- 鹿島台駅（かしまだいえき）
- 鹿島灘駅（かしまなだえき）
- 梶屋敷駅（かじやしきえき）
- 加治屋町停留場（かじやちょうていりゅうじょう）
- 樫山駅（かしやまえき）
- 柏駅（かしわえき）
- 柏木平駅（かしわぎだいらえき）
- 柏木町停留場（かしわぎちょうていりゅうじょう）
- 柏崎駅（かしわざきえき）
- かしわ台駅（かしわだいえき）
- 柏たなか駅（かしわたなかえき）
- 柏の葉キャンパス駅（かしわのはキャンパスえき）
- 柏原駅 (滋賀県)（かしわばらえき・東海旅客鉄道東海道本線）
- 柏森駅（かしわもりえき）
- 柏原駅 (大阪府)（かしわらえき・西日本旅客鉄道関西本線・近鉄道明寺線）
- 梶原停留場（かじわらていりゅうじょう）
- 柏原南口駅（かしわらみなみぐちえき）
- 春日駅 (東京都)（かすがえき・都営地下鉄三田線・大江戸線）
- 春日駅 (福岡県)（かすがえき・九州旅客鉄道鹿児島本線）
- 春日井駅 (JR東海)（かすがいえき・東海旅客鉄道中央本線）
- 春日井駅 (名鉄)（かすがいえき・名鉄小牧線）
- 春日居町駅（かすがいちょうえき）
- 春日川駅（かすががわえき）
- 春日町駅（かすがちょうえき）
- 春日野道駅 (阪急)（かすがのみちえき・阪急神戸本線）
- 春日野道駅 (阪神)（かすがのみちえき・阪神本線）
- 春日原駅（かすがばるえき）
- 春日部駅（かすかべえき）
- 春日山駅（かすがやまえき）
- 粕川駅（かすかわえき）
- 上総東駅（かずさあずまえき）
- 上総一ノ宮駅（かずさいちのみやえき）
- 上総牛久駅（かずさうしくえき）
- 上総大久保駅（かずさおおくぼえき）
- 上総興津駅（かずさおきつえき）
- 上総亀山駅（かずさかめやまえき）
- 上総川間駅（かずさかわまえき）
- 上総清川駅（かずさきよかわえき）
- 上総久保駅（かずさくぼえき）
- 上総鶴舞駅（かずさつるまいえき）
- 上総中川駅（かずさなかがわえき）
- 上総中野駅（かずさなかのえき）
- 上総松丘駅（かずさまつおかえき）
- 上総三又駅（かずさみつまたえき）
- 上総湊駅（かずさみなとえき）
- 上総村上駅（かずさむらかみえき）
- 上総山田駅（かずさやまだえき）
- 香住駅（かすみえき）
- 霞ヶ浦駅（かすみがうらえき）
- 霞ヶ丘駅 (奈良県)（かすみがおかえき・近鉄生駒鋼索線）
- 霞ヶ丘駅 (兵庫県)（かすみがおかえき・山陽電気鉄道本線）
- 霞ヶ関駅 (埼玉県)（かすみがせきえき・東武東上本線）
- 霞ケ関駅 (東京都)（かすみがせきえき・東京地下鉄丸ノ内線・日比谷線・千代田線）
- 烏森駅（かすもりえき）
- 葛島橋東詰停留場（かずらしまばしひがしづめていりゅうじょう）
- 嘉瀬駅（かせえき・津軽鉄道線）
- 加勢駅（かせえき・南阿蘇鉄道高森線）
- 禾生駅（かせいえき）
- 笠田駅（かせだえき）
- 加須駅（かぞえき）
- 風合瀬駅（かそせえき）

### かた-かと
- 賀田駅（かたえき）
- 加太駅 (和歌山県)（かだえき・南海加太線）
- 片岡駅（かたおかえき）
- 片貝駅（かたかいえき）
- 片倉駅（かたくらえき）
- 片倉町駅（かたくらちょうえき）
- 堅下駅（かたしもえき）
- 片瀬江ノ島駅（かたせえのしまえき）
- 片瀬白田駅（かたせしらたえき）
- 片瀬山駅（かたせやまえき）
- 堅田駅（かたたえき）
- 片野駅（かたのえき）
- 交野市駅（かたのしえき）
- 片浜駅（かたはまえき）
- 形原駅（かたはらえき）
- 片原町停留場（かたはらまちていりゅうじょう・万葉線高岡軌道線）
- 片原町駅（かたはらまちえき・高松琴平電気鉄道琴平線）
- 帷子ノ辻駅（かたびらのつじえき）
- 潟町駅（かたまちえき）
- 潟元駅（かたもとえき）
- 勝川駅（かちがわえき）
- 勝どき駅（かちどきえき）
- 勝浦駅（かつうらえき）
- 勝木駅（がつぎえき）
- 学研北生駒駅（がっけんきたいこまえき）
- 学研奈良登美ヶ丘駅（がっけんならとみがおかえき）
- 学校前駅（がっこうまええき）
- 合戦場駅（かっせんばえき）
- 勝田駅（かつたえき）
- 勝田台駅（かつただいえき）
- 勝沼ぶどう郷駅（かつぬまぶどうきょうえき）
- 勝野駅（かつのえき）
- 鹿角花輪駅（かづのはなわえき）
- 勝間駅（かつまえき）
- 鹿妻駅（かづまえき）
- 勝間田駅（かつまだえき）
- 勝山駅（かつやまえき）
- 勝山町停留場（かつやまちょうていりゅうじょう）
- 桂駅（かつらえき）
- 桂川駅 (京都府)（かつらがわえき・西日本旅客鉄道東海道本線）
- 桂瀬駅（かつらせえき）
- 桂台駅（かつらだいえき）
- 桂根駅（かつらねえき）
- 家庭裁判所前停留場（かていさいばんしょまえていりゅうじょう）
- 加斗駅（かとえき）
- 鹿渡駅（かどえき）
- 門川駅（かどがわえき）
- 門沢橋駅（かどさわばしえき）
- 門島駅（かどしまえき）
- 門田屋敷停留場（かどたやしきていりゅうじょう）
- 門出駅（かどでえき）
- 角の浜駅（かどのはまえき）
- 勝原駅（かどはらえき）
- 門真市駅（かどましえき）
- 門松駅（かどまつえき）
- 門真南駅（かどまみなみえき）
- 香取駅（かとりえき）

### かな-かの
- 金石原駅（かないしはらえき）
- 鼎駅（かなええき）
- 金川駅（かながわえき・西日本旅客鉄道津山線）
- 神奈川駅（かながわえき・京急本線）
- 神奈川新町駅（かながわしんまちえき）
- 金木駅（かなぎえき）
- 金指駅（かなさしえき）
- 金沢駅（かなざわえき）
- 金沢貨物ターミナル駅（かなざわかもつターミナルえき）
- 金沢八景駅（かなざわはっけいえき）
- 金沢文庫駅（かなざわぶんこえき）
- 金島駅 (群馬県)（かなしまえき・東日本旅客鉄道吾妻線）
- 金田駅（かなだえき）
- 金武駅（かなたけえき）
- 金塚駅（かなづかえき）
- 金橋駅（かなはしえき）
- 金町駅（かなまちえき）
- 要田駅（かなめたえき）
- 要町駅（かなめちょうえき）
- 金谷駅（かなやえき・東海旅客鉄道東海道本線・大井川鐵道大井川本線）
- 金屋駅（かなやえき・名古屋ガイドウェイバスガイドウェイバス志段味線）
- 金谷川駅（かなやがわえき）
- 金谷沢駅（かなやさわえき）
- 金山駅 (愛知県)（かなやまえき・東海旅客鉄道東海道本線・中央本線・名鉄名古屋本線・名古屋市営地下鉄名城線・名港線）
- 金山駅 (福岡県)（かなやまえき・福岡市地下鉄七隈線）
- 銀山町停留場（かなやまちょうていりゅうじょう）
- 可児駅（かにえき）
- 蟹江駅（かにええき）
- 可児川駅（かにがわえき）
- 蟹田駅（かにたえき）
- 鹿沼駅（かぬまえき）
- 金上駅（かねあげえき）
- 金ケ崎駅（かねがさきえき）
- 鐘ヶ淵駅（かねがふちえき）
- 金子駅（かねこえき）
- 金島駅 (福岡県)（かねしまえき・西鉄甘木線）
- 鐘釣駅（かねつりえき）
- 金浜駅（かねはまえき）
- 金丸駅（かねまるえき）
- 金手駅（かねんてえき）
- 加納駅 (岐阜県)（かのうえき・名鉄名古屋本線）
- 加納駅 (宮崎県)（かのうえき・九州旅客鉄道日豊本線）
- 鹿瀬駅（かのせえき）
- 神農原駅（かのはらえき）
- 鹿又駅（かのまたえき）

### かは-かほ
- 蒲池駅 (愛知県)（かばいけえき・名鉄常滑線）
- 神畑駅（かばたけえき）
- 加太駅 (三重県)（かぶとえき・西日本旅客鉄道関西本線）
- 兜駅（かぶとえき・阿武隈急行線）
- 兜沼駅（かぶとぬまえき）
- かぶと山駅（かぶとやまえき）
- 加布里駅（かふりえき）
- 河辺駅（かべえき・東日本旅客鉄道青梅線）
- 可部駅（かべえき・西日本旅客鉄道可部線）

### かま-かも
- 釜石駅（かまいしえき）
- 釜ヶ淵駅（かまがふちえき）
- 鎌ヶ谷駅（かまがやえき）
- 鎌ヶ谷大仏駅（かまがやだいぶつえき）
- 鎌倉駅（かまくらえき）
- 鎌倉高校前駅（かまくらこうこうまええき）
- 蒲郡駅（がまごおりえき）
- 蒲郡競艇場前駅（がまごおりきょうていじょうまええき）
- 蒲須坂駅（かますさかえき）
- 鎌瀬駅（かませえき）
- 蒲田駅（かまたえき・東日本旅客鉄道京浜東北線・東急池上線・東急多摩川線）
- 鎌田駅（かまたえき・伊予鉄道郡中線）
- 蒲池駅 (福岡県)（かまちえき・西鉄天神大牟田線）
- 鎌手駅（かまてえき）
- 釜戸駅（かまどえき）
- 鎌取駅（かまとりえき）
- 釜ノ鼻駅（かまのはなえき）
- 釜淵駅（かまぶちえき）
- 釜谷駅（かまやえき）
- 竈山駅（かまやまえき）
- 加美駅（かみえき）
- 上相浦駅（かみあいのうらえき）
- 上芦別駅（かみあしべつえき）
- 上麻生駅（かみあそうえき）
- 上有住駅（かみありすえき）
- 上有田駅（かみありたえき）
- 上飯島駅（かみいいじまえき）
- 上飯田駅（かみいいだえき）
- 上井草駅（かみいぐさえき）
- 上伊集院駅（かみいじゅういんえき）
- 上泉駅（かみいずみえき）
- 上磯駅（かみいそえき）
- 上伊田駅（かみいたえき）
- 上板橋駅（かみいたばしえき）
- 上市駅（かみいちえき）
- 上市場駅（かみいちばえき）
- 上一万停留場（かみいちまんていりゅうじょう）
- 上今井駅（かみいまいえき）
- 上今市駅（かみいまいちえき）
- 上伊万里駅（かみいまりえき）
- 上石見駅（かみいわみえき）
- 上臼杵駅（かみうすきえき）
- 上浦駅（かみうらえき）
- 上宇和駅（かみうわえき）
- 神尾駅（かみおえき）
- 上大井駅（かみおおいえき）
- 上大岡駅（かみおおおかえき）
- 上大月駅（かみおおつきえき）
- 上岡駅（かみおかえき）
- 上小川駅（かみおがわえき）
- 上小田井駅（かみおたいえき）
- 上尾幌駅（かみおぼろえき）
- 上嘉川駅（かみかがわえき）
- 上片桐駅（かみかたぎりえき）
- 上桂駅（かみかつらえき）
- 上金田駅（かみかなだえき）
- 上川駅（かみかわえき）
- 上川口駅（かみかわぐちえき）
- 上川立駅（かみかわたちえき）
- 上神梅駅（かみかんばいえき）
- 上北沢駅（かみきたざわえき）
- 上北台駅（かみきただいえき）
- 上北町駅（かみきたちょうえき）
- 上熊谷駅（かみくまがやえき）
- 上熊本駅（かみくまもとえき・九州旅客鉄道鹿児島本線・熊本電気鉄道菊池線）
- 上熊本停留場（かみくまもとていりゅうじょう・熊本市電上熊本線）
- 上桑名川駅（かみくわながわえき）
- 上郷駅（かみごうえき）
- 上強羅駅（かみごうらえき）
- 上郡駅（かみごおりえき）
- 上古沢駅（かみこさわえき）
- 上狛駅（かみこまえき）
- 上境駅（かみさかいえき）
- 上栄町駅（かみさかえまちえき）
- 上沢駅（かみさわえき・神戸市営地下鉄西神・山手線）
- 神沢駅（かみさわえき・名古屋市営地下鉄桜通線）
- 上塩屋停留場（かみしおやていりゅうじょう）
- 上島駅（かみじまえき）
- 上石神井駅（かみしゃくじいえき）
- 上条駅 (新潟県)（かみじょうえき・東日本旅客鉄道只見線）
- 上条駅 (長野県)（かみじょうえき・長野電鉄長野線）
- 神城駅（かみしろえき）
- 上新庄駅（かみしんじょうえき）
- 神栖駅（かみすえき）
- 上菅谷駅（かみすがやえき）
- 神杉駅（かみすぎえき・西日本旅客鉄道芸備線）
- 上杉駅（かみすぎえき・秋田内陸縦貫鉄道秋田内陸線）
- 上菅駅（かみすげえき）
- 上諏訪駅（かみすわえき）
- 上川内駅（かみせんだいえき）
- 上滝駅（かみだきえき）
- 上田浦駅（かみたのうらえき）
- 上所駅（かみところえき）
- 上戸手駅（かみとでえき）
- 上鳥羽口駅（かみとばぐちえき）
- 上豊田駅（かみとよたえき）
- 上中駅（かみなかえき）
- 上中里駅（かみなかざとえき）
- 上長瀞駅（かみながとろえき）
- 上永谷駅（かみながやえき）
- 神ノ木停留場（かみのきていりゅうじょう）
- 上野毛駅（かみのげえき）
- 上之郷駅（かみのごうえき）
- 上ノ庄駅（かみのしょうえき）
- 上野尻駅（かみのじりえき）
- 上ノ太子駅（かみのたいしえき）
- 上の町駅（かみのちょうえき）
- 上野幌駅（かみのっぽろえき）
- 上野部駅（かみのべえき）
- 上野間駅（かみのまえき）
- 上野目駅（かみのめえき）
- かみのやま温泉駅（かみのやまおんせんえき）
- 上浜駅（かみはまえき）
- 上桧木内駅（かみひのきないえき）
- 上深川駅（かみふかわえき）
- 上福岡駅（かみふくおかえき）
- 上二田駅（かみふただえき）
- 上富良野駅（かみふらのえき）
- 上星川駅（かみほしかわえき）
- 上穂波駅（かみほなみえき）
- 上保原駅（かみほばらえき）
- 上堀駅（かみほりえき）
- 上幌向駅（かみほろむいえき）
- 上本郷駅（かみほんごうえき）
- 上本町停留場（かみほんまちていりゅうじょう）
- 上前津駅（かみまえづえき）
- 上町駅（かみまちえき）
- 上町一丁目停留場（かみまちいっちょうめていりゅうじょう）
- 上町五丁目停留場（かみまちごちょうめていりゅうじょう）
- 上町二丁目停留場（かみまちにちょうめていりゅうじょう）
- 上町四丁目停留場（かみまちよんちょうめていりゅうじょう）
- 上松川駅（かみまつかわえき）
- 上丸渕駅（かみまるぶちえき）
- 上万場駅（かみまんばえき）
- 上三緒駅（かみみおえき）
- 上溝駅（かみみぞえき）
- 上三田駅（かみみたえき）
- 上三依塩原温泉口駅（かみみよりしおばらおんせんぐちえき）
- 神村学園前駅（かみむらがくえんまええき）
- 上牧駅 (群馬県)（かみもくえき・東日本旅客鉄道上越線）
- 上盛岡駅（かみもりおかえき）
- 上諸江駅（かみもろええき）
- 神谷駅（かみやえき）
- 上八木駅（かみやぎえき）
- 上夜久野駅（かみやくのえき）
- 上社駅（かみやしろえき）
- 上安駅（かみやすえき）
- 神谷町駅（かみやちょうえき）
- 紙屋町停留場（かみやちょうていりゅうじょう）
- 神山駅（かみやまえき）
- 上山口駅（かみやまぐちえき）
- 上湯沢駅（かみゆざわえき）
- 上横須賀駅（かみよこすかえき）
- 上米内駅（かみよないえき）
- 上涌谷駅（かみわくやえき）
- 冠着駅（かむりきえき）
- 学文路駅（かむろえき）
- 亀有駅（かめありえき）
- 亀井駅（かめいえき）
- 亀戸駅（かめいどえき）
- 亀戸水神駅（かめいどすいじんえき）
- 亀岡駅（かめおかえき）
- 亀川駅（かめがわえき）
- 亀崎駅（かめざきえき）
- 亀島駅（かめじまえき）
- 亀田駅（かめだえき）
- 亀嵩駅（かめだけえき）
- 亀甲駅（かめのこうえき）
- 亀山駅 (三重県)（かめやまえき・東海旅客鉄道関西本線・紀勢本線・西日本旅客鉄道関西本線）
- 亀山駅 (兵庫県)（かめやまえき・山陽電気鉄道本線）
- 加茂駅 (新潟県)（かもえき・東日本旅客鉄道信越本線）
- 加茂駅 (京都府)（かもえき・西日本旅客鉄道関西本線）
- 加茂駅 (三重県)（かもえき・近鉄志摩線）
- 賀茂駅（かもえき・福岡市地下鉄七隈線）
- 鴨居駅（かもいえき）
- 鴨池停留場（かもいけていりゅうじょう）
- 蒲生駅（がもうえき）
- 蒲生四丁目駅（がもうよんちょうめえき）
- 鴨方駅（かもがたえき）
- 鴨川駅（かもがわえき）
- 加茂郷駅（かもごうえき）
- 鴨島駅（かもじまえき）
- 加茂中駅（かもなかえき）
- 加茂野駅（かものえき）
- 加茂宮駅（かものみやえき・埼玉新都市交通伊奈線）
- 鴨宮駅（かものみやえき・東日本旅客鉄道東海道本線）
- 鴨部停留場（かもべていりゅうじょう）

### かや-かよ
- 萱草駅（かやくさえき）
- 萱島駅（かやしまえき）
- 茅沼駅（かやぬまえき）
- 茅場町駅（かやばちょうえき）
- 栢山駅（かやまえき）
- 茅町駅（かやまちえき）
- 萱町六丁目停留場（かやまちろくちょうめていりゅうじょう）

### から-かろ
- 唐笠駅（からかさえき）
- 辛皮駅（からかわえき）
- 唐木田駅（からきだえき）
- 唐崎駅（からさきえき）
- 辛島町停留場（からしまちょうていりゅうじょう）
- 烏江駅（からすええき）
- 烏丸駅（からすまえき）
- 烏丸御池駅（からすまおいけえき）
- 烏山駅（からすやまえき）
- 唐津駅（からつえき）
- 唐櫃台駅（からとだいえき）
- 唐橋前駅（からはしまええき）
- 狩生駅（かりうえき）
- 狩川駅（かりかわえき）
- 狩場沢駅（かりばさわえき）
- 刈谷駅（かりやえき）
- 刈谷市駅（かりやしえき）
- 苅安賀駅（かりやすかえき）
- 刈羽駅（かりわえき）
- 刈和野駅（かりわのえき）
- 軽井沢駅（かるいざわえき）
- 狩留家駅（かるがえき）
- かるが浜駅（かるがはまえき）
- 苅藻駅（かるもえき）
- 嘉例川駅（かれいがわえき）

### かわ-かん
- 河合駅（かわいえき・東日本旅客鉄道水郡線）
- 川井駅（かわいえき・東日本旅客鉄道青梅線）
- 川合高岡駅（かわいたかおかえき）
- 河合西駅（かわいにしえき）
- 川内駅 (岩手県)（かわうちえき・東日本旅客鉄道山田線）
- 川内駅 (宮城県)（かわうちえき・仙台市地下鉄東西線）
- 川角駅（かわかどえき）
- 川岸駅（かわぎしえき）
- 川口駅（かわぐちえき）
- 河口湖駅（かわぐちこえき）
- 川口元郷駅（かわぐちもとごうえき）
- 川倉駅（かわくらえき）
- 河毛駅（かわけえき）
- 河芸駅（かわげえき）
- 川桁駅（かわげたえき）
- 川越駅（かわごええき）
- 川越市駅（かわごえしえき）
- 川越富洲原駅（かわごえとみすはらえき）
- 河佐駅（かわさえき）
- 川崎駅（かわさきえき）
- 川崎貨物駅（かわさきかもつえき）
- 河崎口駅（かわさきぐちえき）
- 川崎新町駅（かわさきしんまちえき）
- 川崎大師駅（かわさきだいしえき）
- 川路駅（かわじえき）
- 川治温泉駅（かわじおんせんえき）
- 川島駅（かわしまえき）
- 川治湯元駅（かわじゆもとえき）
- 川尻駅（かわしりえき）
- 河瀬駅（かわせえき）
- 川添駅（かわぞええき）
- 川田駅（かわたえき）
- 川棚駅（かわたなえき）
- 川棚温泉駅（かわたなおんせんえき）
- 川渡温泉駅（かわたびおんせんえき）
- 河内天美駅（かわちあまみえき）
- 河内磐船駅（かわちいわふねえき）
- 河内永和駅（かわちえいわえき）
- 河内堅上駅（かわちかたかみえき）
- 河内国分駅（かわちこくぶえき）
- 河内小阪駅（かわちこさかえき）
- 河内長野駅（かわちながのえき）
- 河内花園駅（かわちはなぞのえき）
- 河内松原駅（かわちまつばらえき）
- 河内森駅（かわちもりえき）
- 河内山本駅（かわちやまもとえき）
- 河津駅（かわづえき）
- 川跡駅（かわとえき）
- 川名駅（かわなえき・名古屋市営地下鉄鶴舞線）
- 川奈駅（かわなえき・伊豆急行線）
- 川中島駅（かわなかじまえき）
- 川西駅 (大阪府)（かわにしえき・近鉄長野線）
- 川西駅 (山口県)（かわにしえき・西日本旅客鉄道岩徳線）
- 川西池田駅（かわにしいけだえき）
- 川西能勢口駅（かわにしのせぐちえき）
- 川根温泉笹間渡駅（かわねおんせんささまどえき）
- 川根小山駅（かわねこやまえき）
- 川根両国駅（かわねりょうごくえき）
- 河曲駅（かわのえき）
- 川之江駅（かわのええき）
- 川端駅（かわばたえき）
- 河原駅（かわはらえき）
- 川東駅 (福島県)（かわひがしえき・東日本旅客鉄道水郡線）
- 川東駅 (佐賀県)（かわひがしえき・松浦鉄道西九州線）
- 川部駅（かわべえき・東日本旅客鉄道奥羽本線・五能線）
- 川辺駅（かわべえき・由利高原鉄道鳥海山ろく線）
- 川辺沖駅（かわべおきえき）
- 川辺宿駅（かわべじゅくえき）
- 河辺の森駅（かわべのもりえき）
- 川間駅（かわまえき）
- 川前駅（かわまええき）
- 川俣駅（かわまたえき）
- 川南駅（かわみなみえき）
- 川宮駅（かわみやえき）
- 川村駅 (愛知県)（かわむらえき・名古屋ガイドウェイバスガイドウェイバス志段味線）
- 川村駅 (熊本県)（かわむらえき・くま川鉄道湯前線）
- 河山駅（かわやまえき）
- 川湯温泉駅（かわゆおんせんえき）
- 香春駅（かわらえき）
- 川原石駅（かわらいしえき）
- 瓦ヶ浜駅（かわらがはまえき）
- 香春口三萩野駅（かわらぐちみはぎのえき）
- 河原田駅（かわらだえき）
- 瓦町駅（かわらまちえき・高松琴平電気鉄道琴平線・志度線・長尾線）
- 川原町駅（かわらまちえき・近鉄名古屋線）
- 河原町駅 (宮城県)（かわらまちえき・仙台市地下鉄南北線）
- 河原町停留場（かわらまちていりゅうじょう・熊本市交通局幹線）
- 川原湯温泉駅（かわらゆおんせんえき）
- 川和町駅（かわわちょうえき）
- 観音寺駅 (香川県)（かんおんじえき・四国旅客鉄道予讃線）
- 観音町停留場（かんおんまちていりゅうじょう・広島電鉄本線）
- 韓々坂駅（かんかんざかえき）
- 観月橋駅（かんげつきょうえき）
- 観光通停留場（かんこうどおりていりゅうじょう）
- 関西空港駅（かんさいくうこうえき・南海空港線・JR関西空港線）
- 神前駅 (香川県)（かんざきえき・四国旅客鉄道高徳線）
- 神埼駅（かんざきえき・九州旅客鉄道長崎本線）
- 神崎川駅（かんざきがわえき）
- 環状通東駅（かんじょうどおりひがしえき）
- 岩水寺駅（がんすいじえき）
- 閑蔵駅（かんぞうえき）
- 神田駅 (東京都)（かんだえき・東日本旅客鉄道山手線・京浜東北線・中央本線・東京地下鉄銀座線）
- 苅田駅（かんだえき・九州旅客鉄道日豊本線）
- 感田駅（がんだえき）
- 関大前駅（かんだいまええき）
- 干拓の里駅（かんたくのさとえき）
- 神立駅（かんだつえき）
- 関内駅（かんないえき）
- 神辺駅（かんなべえき）
- 函南駅（かんなみえき）
- 神野駅（かんのえき）
- 雁ノ巣駅（がんのすえき）
- 観音駅（かんのんえき）
- 観音寺駅 (愛知県)（かんのんじえき・名鉄尾西線）
- 観音町駅（かんのんまちえき・えちぜん鉄道勝山永平寺線）
- 蒲原駅（かんばらえき）
- 神戸駅 (愛知県)（かんべえき・豊橋鉄道渥美線）
- 上牧駅 (大阪府)（かんまきえき・阪急京都本線）
- 神俣駅（かんまたえき）
- 関門海峡めかり駅（かんもんかいきょうめかりえき）
- 歓遊舎ひこさん駅（かんゆうしゃひこさんえき）
- 甘露寺前駅（かんろじまええき）